# الن آنتونی کوستلی
الن آنتونی کوستلی (اسپانیایی: Allan Anthony Costly‎؛ زادهٔ ۱۳ دسامبر ۱۹۵۴) بازیکن فوتبال اهل هندوراس بود.
از باشگاه‌هایی که در آن بازی کرده‌است می‌توان به باشگاه فوتبال مالاگا و باشگاه فوتبال دپورتیوو المپیا اشاره کرد.
وی همچنین در تیم ملی فوتبال هندوراس بازی کرده‌است.